# Państwa uczestniczące w Zimowych Igrzyskach Olimpijskich 1988

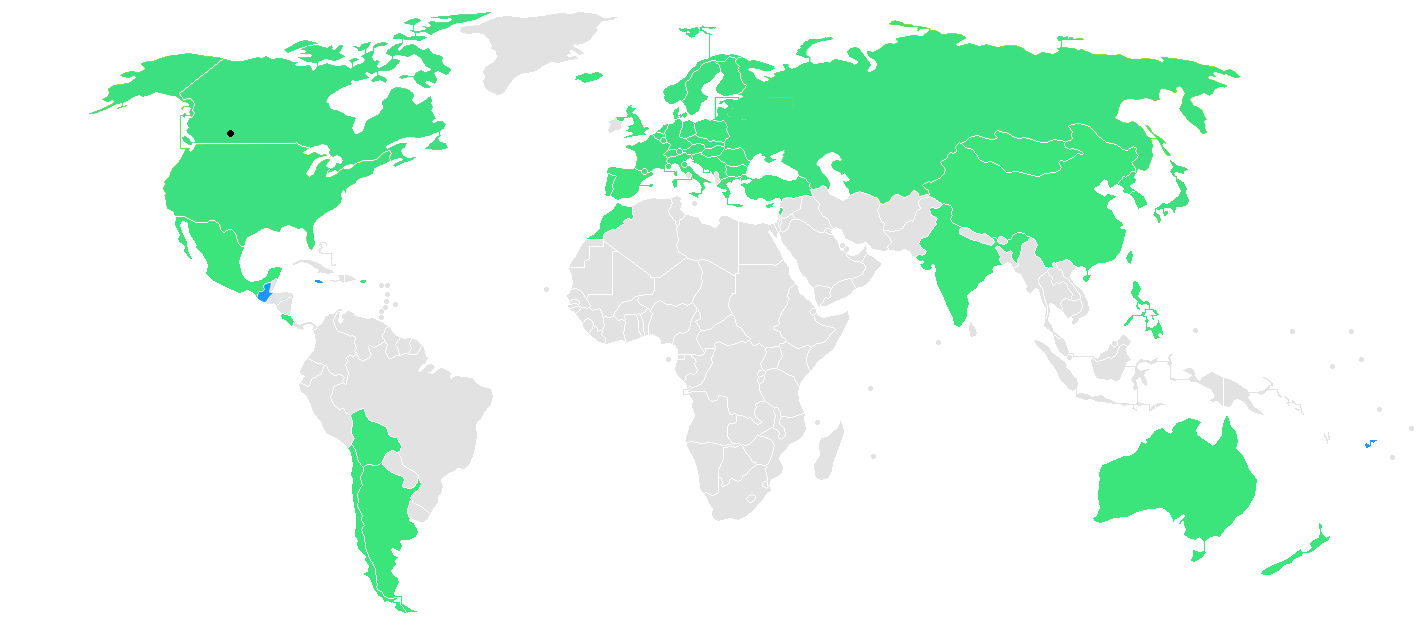
Państwa uczestniczące w Zimowych Igrzyskach Olimpijskich 1988

Państwa uczestniczące w Zimowych Igrzyskach Olimpijskich 1988 – lista państw, reprezentowanych przez narodowe komitety olimpijskie, które wysłały przynajmniej jednego sportowca na XV Zimowe Igrzyska Olimpijskie w 1988 roku w Calgary.
Podczas igrzysk olimpijskich w Calgary udział w zawodach wzięli sportowcy z 57 państw. Najliczniej reprezentowanym kontynentem była Europa (28 państw), kolejnymi według liczby państw uczestniczących były: Azja (12 państw), Ameryka Północna (8 państw), Ameryka Południowa i Australia i Oceania (po 4 państwa) oraz Afryka (1 państwo). Wśród państw uczestniczących były kraje debiutujące w zimowych igrzyskach olimpijskich: Antyle Holenderskie, Fidżi, Guam, Gwatemala, Jamajka i Wyspy Dziewicze Stanów Zjednoczonych.
Pod względem liczby uczestników najliczniejszą reprezentację wystawiły Stany Zjednoczone, w barwach których zaprezentowało się 117 sportowców (31 kobiet i 87 mężczyzn). Stany Zjednoczone jako jedyne wystawiły swoich sportowców we wszystkich 46 konkurencjach.
W klasyfikacji medalowej pierwsze miejsce zajęła reprezentacja Związku Socjalistycznych Republik Radzieckich, w dorobku której znalazło się 29 medali (11 złotych, 9 srebrnych i 9 brązowych). W klasyfikacji indywidualnej pierwsze miejsce zajęli ex aequo holenderska łyżwiarka szybka Yvonne van Gennip oraz fiński skoczek narciarski Matti Nykänen. Oboje zdobyli po trzy złote medale olimpijskie.

## Liczebność reprezentacji

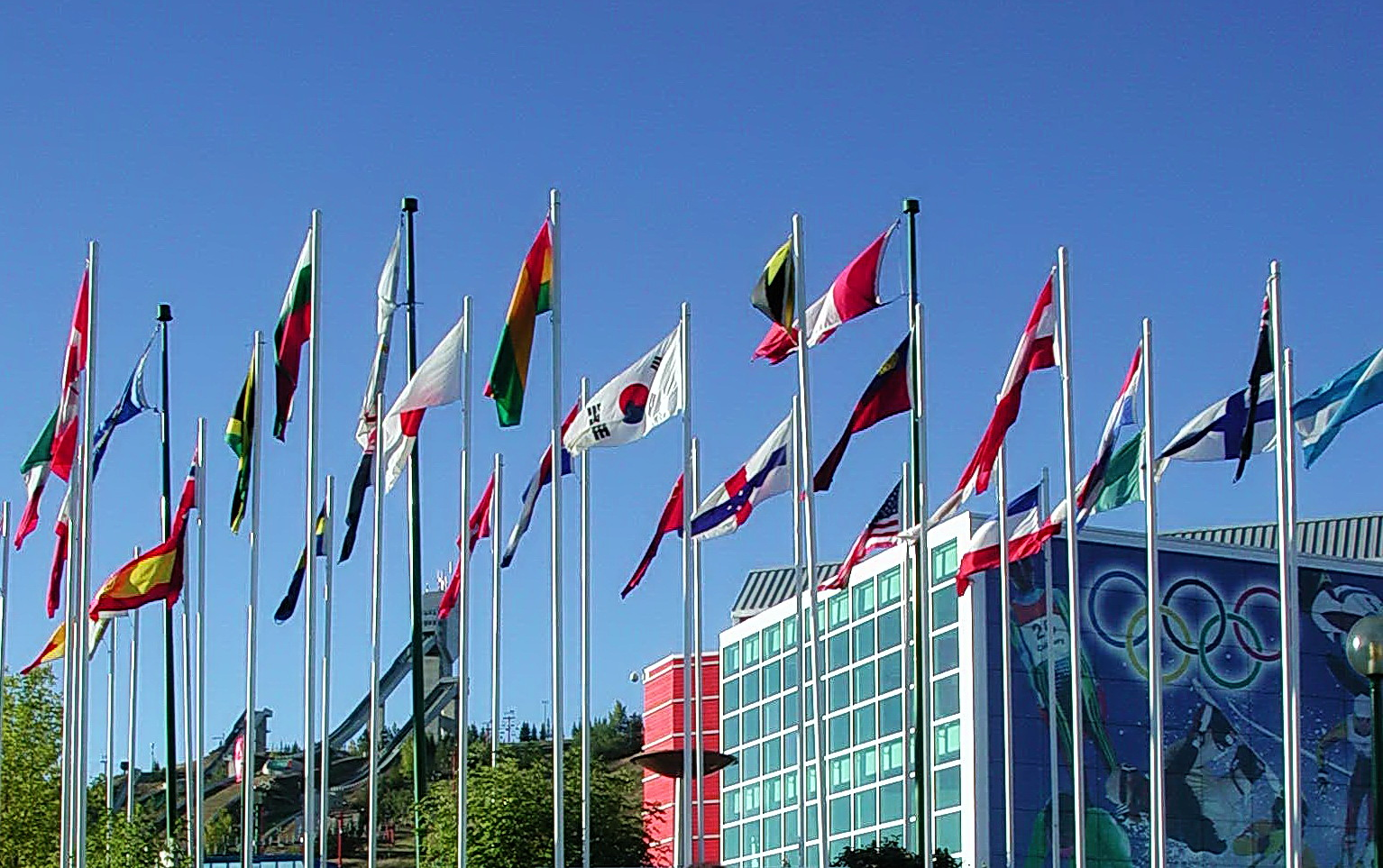
Park Olimpijski w Calgary – flagi państw uczestniczących w Zimowych Igrzyskach Olimpijskich 1988

Największą liczbę sportowców na igrzyska olimpijskie w Calgary wysłały Stany Zjednoczone – w zawodach wzięło udział 117 reprezentantów tego kraju (31 kobiet i 86 mężczyzn). Stany Zjednoczone, jako jedyna reprezentacja w Calgary, wystawiła przynajmniej jednego sportowca we wszystkich 46 konkurencjach olimpijskich. Kolejnymi reprezentacjami pod względem liczebności były: gospodarz igrzysk Kanada (112 sportowców) i Związek Socjalistycznych Republik Radzieckich (101). Były to jedyne trzy reprezentacje liczące powyżej 100 sportowców. Kadry składające się z ponad 50 sportowców powołało 13 państw. Poza Stanami Zjednoczonymi, Kanadą i ZSRR przynajmniej jednego reprezentanta w każdej dyscyplinie w Calgary wystawiły Republika Federalna Niemiec i Austria.
Ogółem do zawodów przystąpiło 1424 sportowców z 57 państw (dla porównania, podczas poprzednich zimowych igrzysk, w 1984 roku w Sarajewie do zawodów przystąpiło 1273 sportowców reprezentujących 49 narodowe komitety olimpijskie). Sześć państw wystawiło tylko jednego swojego reprezentanta.
W tabeli przedstawiono zestawienie państw według liczby uczestników zawodów olimpijskich w Calgary. Uwzględniono wyłącznie tych sportowców, którzy wzięli udział w zawodach (zostali zgłoszeni do startu w swojej konkurencji). Pominięto zatem zawodników rezerwowych, kontuzjowanych i tych, którzy wycofali się ze startu przed rozpoczęciem zawodów. Wskazano również, poza numerem porządkowym dla kolejności alfabetycznej, numerację według kolejności wejścia na stadion podczas ceremonii otwarcia igrzysk, a także liczbę dyscyplin i konkurencji, w których wskazany kraj był reprezentowany. Nie uwzględniono dyscyplin pokazowych, które nie są zaliczane do klasyfikacji medalowej igrzysk (curling, short track, narciarstwo osób niepełnosprawnych i narciarstwo dowolne).
| Lp. | Nr | Państwo             | Uczestnicy | Uczestnicy | Uczestnicy | Dysc. | Konk. | Źr.             |
| Lp. | Nr | Państwo             | K          | M          | Σ          | Dysc. | Konk. | Źr.             |
| --- | -- | ------------------- | ---------- | ---------- | ---------- | ----- | ----- | --------------- |
| 1   | 2  | Andora              | 2          | 2          | 4          | 1     | 6     | [ 6 ] [ 7 ]     |
| 2   | 39 | Antyle Holenderskie | –          | 2          | 2          | 2     | 2     | [ 8 ] [ 9 ]     |
| 3   | 3  | Argentyna           | 5          | 10         | 15         | 4     | 16    | [ 10 ] [ 11 ]   |
| 4   | 4  | Australia           | 2          | 17         | 19         | 6     | 20    | [ 12 ] [ 13 ]   |
| 5   | 5  | Austria             | 15         | 66         | 81         | 10    | 40    | [ 14 ] [ 15 ]   |
| 6   | 6  | Belgia              | 1          | –          | 1          | 1     | 1     | [ 16 ] [ 17 ]   |
| 7   | 7  | Boliwia             | –          | 6          | 6          | 1     | 2     | [ 18 ] [ 19 ]   |
| 8   | 8  | Bułgaria            | 2          | 24         | 26         | 7     | 17    | [ 20 ] [ 21 ]   |
| 9   | 9  | Chile               | –          | 5          | 5          | 1     | 5     | [ 22 ] [ 23 ]   |
| 10  | 10 | ChRL                | 7          | 6          | 13         | 3     | 13    | [ 24 ] [ 25 ]   |
| 11  | 12 | Cypr                | 1          | 2          | 3          | 1     | 5     | [ 26 ] [ 27 ]   |
| 12  | 13 | Czechosłowacja      | 10         | 49         | 59         | 9     | 36    | [ 28 ] [ 29 ]   |
| 13  | 15 | Dania               | –          | 1          | 1          | 1     | 1     | [ 30 ] [ 31 ]   |
| 14  | 17 | Fidżi               | –          | 1          | 1          | 1     | 1     | [ 32 ] [ 33 ]   |
| 15  | 42 | Filipiny            | –          | 1          | 1          | 1     | 1     | [ 34 ] [ 35 ]   |
| 16  | 18 | Finlandia           | 7          | 46         | 53         | 7     | 22    | [ 36 ] [ 37 ]   |
| 17  | 19 | Francja             | 15         | 53         | 68         | 9     | 35    | [ 38 ] [ 39 ]   |
| 18  | 1  | Grecja              | 1          | 5          | 6          | 2     | 9     | [ 40 ] [ 41 ]   |
| 19  | 22 | Guam                | –          | 1          | 1          | 1     | 1     | [ 42 ] [ 43 ]   |
| 20  | 23 | Gwatemala           | 1          | 5          | 6          | 2     | 8     | [ 44 ] [ 45 ]   |
| 21  | 48 | Hiszpania           | 5          | 7          | 12         | 5     | 16    | [ 46 ] [ 47 ]   |
| 22  | 38 | Holandia            | 5          | 6          | 11         | 1     | 10    | [ 48 ] [ 49 ]   |
| 23  | 26 | Indie               | 1          | 2          | 3          | 1     | 2     | [ 50 ] [ 51 ]   |
| 24  | 25 | Islandia            | 1          | 2          | 3          | 2     | 6     | [ 52 ] [ 53 ]   |
| 25  | 28 | Jamajka             | –          | 4          | 4          | 1     | 2     | [ 54 ] [ 55 ]   |
| 26  | 29 | Japonia             | 11         | 37         | 48         | 9     | 40    | [ 56 ] [ 57 ]   |
| 27  | 56 | Jugosławia          | 6          | 16         | 22         | 7     | 22    | [ 58 ] [ 59 ]   |
| 28  | 57 | Kanada              | 30         | 82         | 112        | 10    | 45    | [ 60 ] [ 61 ]   |
| 29  | 30 | Korea Południowa    | 4          | 18         | 22         | 5     | 22    | [ 62 ] [ 63 ]   |
| 30  | 14 | Korea Północna      | 3          | 3          | 6          | 2     | 10    | [ 64 ] [ 65 ]   |
| 31  | 11 | Kostaryka           | –          | 2          | 2          | 2     | 4     | [ 66 ] [ 67 ]   |
| 32  | 31 | Liban               | –          | 4          | 4          | 1     | 3     | [ 68 ] [ 69 ]   |
| 33  | 32 | Liechtenstein       | 2          | 11         | 13         | 3     | 14    | [ 70 ] [ 71 ]   |
| 34  | 33 | Luksemburg          | –          | 1          | 1          | 1     | 3     | [ 72 ] [ 73 ]   |
| 35  | 37 | Maroko              | –          | 3          | 3          | 1     | 2     | [ 74 ] [ 75 ]   |
| 36  | 34 | Meksyk              | 1          | 10         | 11         | 4     | 11    | [ 76 ] [ 77 ]   |
| 37  | 35 | Monako              | –          | 3          | 3          | 2     | 3     | [ 78 ] [ 79 ]   |
| 38  | 36 | Mongolia            | 1          | 2          | 3          | 1     | 6     | [ 80 ] [ 81 ]   |
| 39  | 41 | Norwegia            | 10         | 53         | 63         | 8     | 32    | [ 82 ] [ 83 ]   |
| 40  | 40 | Nowa Zelandia       | 2          | 7          | 9          | 3     | 10    | [ 84 ] [ 85 ]   |
| 41  | 20 | NRD                 | 17         | 36         | 53         | 8     | 32    | [ 86 ] [ 87 ]   |
| 42  | 43 | Polska              | 4          | 28         | 32         | 6     | 16    | [ 88 ] [ 89 ]   |
| 43  | 45 | Portoryko           | 1          | 8          | 9          | 3     | 8     | [ 90 ] [ 91 ]   |
| 44  | 44 | Portugalia          | –          | 5          | 5          | 1     | 2     | [ 92 ] [ 93 ]   |
| 45  | 16 | RFN                 | 19         | 71         | 90         | 10    | 44    | [ 94 ] [ 95 ]   |
| 46  | 46 | Rumunia             | 6          | 5          | 11         | 4     | 12    | [ 96 ] [ 97 ]   |
| 47  | 47 | San Marino          | –          | 5          | 5          | 2     | 5     | [ 98 ] [ 99 ]   |
| 48  | 54 | Stany Zjednoczone   | 31         | 86         | 117        | 10    | 46    | [ 100 ] [ 101 ] |
| 49  | 50 | Szwajcaria          | 14         | 56         | 70         | 7     | 28    | [ 102 ] [ 103 ] |
| 50  | 49 | Szwecja             | 13         | 54         | 67         | 9     | 34    | [ 104 ] [ 105 ] |
| 51  | 51 | Chińskie Tajpej     | 2          | 11         | 13         | 4     | 9     | [ 106 ] [ 107 ] |
| 52  | 52 | Turcja              | –          | 8          | 8          | 2     | 5     | [ 108 ] [ 109 ] |
| 53  | 24 | Węgry               | 2          | 3          | 5          | 3     | 6     | [ 110 ] [ 111 ] |
| 54  | 21 | Wielka Brytania     | 14         | 34         | 48         | 8     | 35    | [ 112 ] [ 113 ] |
| 55  | 27 | Włochy              | 16         | 42         | 58         | 8     | 35    | [ 114 ] [ 115 ] |
| 56  | 55 | Wyspy Dziewicze     | 2          | 4          | 6          | 3     | 4     | [ 116 ] [ 117 ] |
| 57  | 53 | ZSRR                | 23         | 78         | 101        | 10    | 40    | [ 118 ] [ 119 ] |

## Udział reprezentacji w poszczególnych dyscyplinach sportowych
Podczas igrzysk olimpijskich w Calgary przeprowadzono 46 konkurencji w 10 dyscyplinach sportowych. W porównaniu do igrzysk w Sarajewie w 1984 roku, w programie igrzysk w Calgary znalazło się o siedem konkurencji więcej. Po raz pierwszy rozdano medale olimpijskie w konkursach drużynowych w skokach narciarskich i kombinacji norweskiej, w biegu łyżwiarskim na 5000 m oraz supergigancie kobiet i mężczyzn. Ponadto, po 40 latach do kalendarza olimpijskiego przywrócono kombinację alpejską.
Najwięcej konkurencji – po dziesięć – przeprowadzono w narciarstwie alpejskim i łyżwiarstwie szybkim, osiem w biegach narciarskich, a cztery w łyżwiarstwie figurowym. W kalendarzu znalazła się jedna dyscyplina zespołowa – hokej na lodzie, w którym przeprowadzono turniej mężczyzn. Najwięcej państw – 43 – wystawiło swoich reprezentantów w narciarstwie alpejskim, 35 państw było reprezentowanych w biegach narciarskich, a 26 w łyżwiarstwie figurowym.
W tabeli zaprezentowano zestawienie państw według liczby reprezentantów w poszczególnych dyscyplinach sportowych na igrzyskach w Calgary. Uwzględniono tylko sportowców, którzy wystąpili w zawodach (bądź zostali zgłoszeni do startu). Pominięto zatem zawodników rezerwowych, kontuzjowanych i tych, którzy wycofali się ze startu przed rozpoczęciem zawodów. Czterech zawodników wystąpiło na tych igrzyskach w dwóch różnych dyscyplinach, co opatrzono stosownymi przypisami.
| Lp. | Państwo             | Dyscypliny sportowe | Dyscypliny sportowe | Dyscypliny sportowe | Dyscypliny sportowe | Dyscypliny sportowe | Dyscypliny sportowe | Dyscypliny sportowe | Dyscypliny sportowe | Dyscypliny sportowe | Dyscypliny sportowe | Uczestnicy | Źr.             |
| Lp. | Państwo             | BI                  | BN                  | BO                  | HO                  | KN                  | ŁF                  | ŁS                  | NA                  | SA                  | SN                  | Uczestnicy | Źr.             |
| --- | ------------------- | ------------------- | ------------------- | ------------------- | ------------------- | ------------------- | ------------------- | ------------------- | ------------------- | ------------------- | ------------------- | ---------- | --------------- |
| 1   | Andora              | –                   | –                   | –                   | –                   | –                   | –                   | –                   | 4                   | –                   | –                   | 4          | [ 6 ] [ 7 ]     |
| 2   | Antyle Holenderskie | –                   | –                   | 2                   | –                   | –                   | –                   | –                   | –                   | 1                   | –                   | 2          | [ 8 ] [ 9 ]     |
| 3   | Argentyna           | 3                   | 1                   | –                   | –                   | –                   | –                   | –                   | 10                  | 1                   | –                   | 15         | [ 10 ] [ 11 ]   |
| 4   | Australia           | 1                   | 2                   | 5                   | –                   | –                   | 4                   | 4                   | 3                   | –                   | –                   | 19         | [ 12 ] [ 13 ]   |
| 5   | Austria             | 5                   | 8                   | 8                   | 23                  | 4                   | 2                   | 3                   | 17                  | 7                   | 4                   | 81         | [ 14 ] [ 15 ]   |
| 6   | Belgia              | –                   | –                   | –                   | –                   | –                   | 1                   | –                   | –                   | –                   | –                   | 1          | [ 16 ] [ 17 ]   |
| 7   | Boliwia             | –                   | –                   | –                   | –                   | –                   | –                   | –                   | 6                   | –                   | –                   | 6          | [ 18 ] [ 19 ]   |
| 8   | Bułgaria            | 5                   | 5                   | 5                   | –                   | –                   | 2                   | –                   | 4                   | 3                   | 2                   | 26         | [ 20 ] [ 21 ]   |
| 9   | Chile               | –                   | –                   | –                   | –                   | –                   | –                   | –                   | 5                   | –                   | –                   | 5          | [ 22 ] [ 23 ]   |
| 10  | ChRL                | –                   | 3                   | –                   | –                   | –                   | 6                   | 4                   | –                   | –                   | –                   | 13         | [ 24 ] [ 25 ]   |
| 11  | Cypr                | –                   | –                   | –                   | –                   | –                   | –                   | –                   | 3                   | –                   | –                   | 3          | [ 26 ] [ 27 ]   |
| 12  | Czechosłowacja      | 5                   | 10                  | –                   | 22                  | 4                   | 6                   | 1                   | 5                   | 2                   | 4                   | 59         | [ 28 ] [ 29 ]   |
| 13  | Dania               | –                   | –                   | –                   | –                   | –                   | 1                   | –                   | –                   | –                   | –                   | 1          | [ 30 ] [ 31 ]   |
| 14  | Fidżi               | –                   | 1                   | –                   | –                   | –                   | –                   | –                   | –                   | –                   | –                   | 1          | [ 32 ] [ 33 ]   |
| 15  | Filipiny            | –                   | –                   | –                   | –                   | –                   | –                   | –                   | –                   | 1                   | –                   | 1          | [ 34 ] [ 35 ]   |
| 16  | Finlandia           | 5                   | 13                  | –                   | 22                  | 4                   | –                   | 2                   | 1                   | –                   | 6                   | 53         | [ 36 ] [ 37 ]   |
| 17  | Francja             | 7                   | 5                   | –                   | 21                  | 4                   | 6                   | 4                   | 18                  | 1                   | 2                   | 68         | [ 38 ] [ 39 ]   |
| 18  | Grecja              | –                   | 3                   | –                   | –                   | –                   | –                   | –                   | 3                   | –                   | –                   | 6          | [ 40 ] [ 41 ]   |
| 19  | Guam                | 1                   | –                   | –                   | –                   | –                   | –                   | –                   | –                   | –                   | –                   | 1          | [ 42 ] [ 43 ]   |
| 20  | Gwatemala           | –                   | 2                   | –                   | –                   | –                   | –                   | –                   | 4                   | –                   | –                   | 6          | [ 44 ] [ 45 ]   |
| 21  | Hiszpania           | –                   | 3                   | –                   | –                   | –                   | 1                   | –                   | 6                   | 1                   | 1                   | 12         | [ 46 ] [ 47 ]   |
| 22  | Holandia            | –                   | –                   | –                   | –                   | –                   | –                   | 11                  | –                   | –                   | –                   | 11         | [ 48 ] [ 49 ]   |
| 23  | Indie               | –                   | –                   | –                   | –                   | –                   | –                   | –                   | 3                   | –                   | –                   | 3          | [ 50 ] [ 51 ]   |
| 24  | Islandia            | –                   | 1                   | –                   | –                   | –                   | –                   | –                   | 2                   | –                   | –                   | 3          | [ 52 ] [ 53 ]   |
| 25  | Jamajka             | –                   | –                   | 4                   | –                   | –                   | –                   | –                   | –                   | –                   | –                   | 4          | [ 54 ] [ 55 ]   |
| 26  | Japonia             | 4                   | 4                   | 4                   | –                   | 3                   | 5                   | 13                  | 6                   | 5                   | 4                   | 48         | [ 56 ] [ 57 ]   |
| 27  | Jugosławia          | 1                   | 2                   | 2                   | –                   | –                   | 1                   | 2                   | 9                   | –                   | 5                   | 22         | [ 58 ] [ 59 ]   |
| 28  | Kanada              | 5                   | 11                  | 9                   | 22                  | 1                   | 17                  | 16                  | 18                  | 9                   | 4                   | 112        | [ 60 ] [ 61 ]   |
| 29  | Korea Południowa    | 5                   | 5                   | –                   | –                   | –                   | 2                   | 6                   | 4                   | –                   | –                   | 22         | [ 62 ] [ 63 ]   |
| 30  | Korea Północna      | –                   | –                   | –                   | –                   | –                   | 2                   | 4                   | –                   | –                   | –                   | 6          | [ 64 ] [ 65 ]   |
| 31  | Kostaryka           | –                   | 1                   | –                   | –                   | –                   | –                   | –                   | 2                   | –                   | –                   | 2          | [ 66 ] [ 67 ]   |
| 32  | Liban               | –                   | –                   | –                   | –                   | –                   | –                   | –                   | 4                   | –                   | –                   | 4          | [ 68 ] [ 69 ]   |
| 33  | Liechtenstein       | –                   | 3                   | –                   | –                   | –                   | –                   | –                   | 9                   | 1                   | –                   | 13         | [ 70 ] [ 71 ]   |
| 34  | Luksemburg          | –                   | –                   | –                   | –                   | –                   | –                   | –                   | 1                   | –                   | –                   | 1          | [ 72 ] [ 73 ]   |
| 35  | Maroko              | –                   | –                   | –                   | –                   | –                   | –                   | –                   | 3                   | –                   | –                   | 3          | [ 74 ] [ 75 ]   |
| 36  | Meksyk              | –                   | 1                   | 4                   | –                   | –                   | 2                   | –                   | 4                   | –                   | –                   | 11         | [ 76 ] [ 77 ]   |
| 37  | Monako              | –                   | –                   | 2                   | –                   | –                   | –                   | –                   | 1                   | –                   | –                   | 3          | [ 78 ] [ 79 ]   |
| 38  | Mongolia            | –                   | 3                   | –                   | –                   | –                   | –                   | –                   | –                   | –                   | –                   | 3          | [ 80 ] [ 81 ]   |
| 39  | Norwegia            | 6                   | 15                  | –                   | 23                  | 4                   | –                   | 7                   | 3                   | –                   | 5                   | 63         | [ 82 ] [ 83 ]   |
| 40  | Nowa Zelandia       | –                   | 1                   | 5                   | –                   | –                   | –                   | –                   | 3                   | –                   | –                   | 9          | [ 84 ] [ 85 ]   |
| 41  | NRD                 | 6                   | 7                   | 10                  | –                   | 3                   | 5                   | 10                  | –                   | 10                  | 2                   | 53         | [ 86 ] [ 87 ]   |
| 42  | Polska              | –                   | –                   | –                   | 22                  | 1                   | 3                   | 3                   | 1                   | –                   | 2                   | 32         | [ 88 ] [ 89 ]   |
| 43  | Portoryko           | 1                   | –                   | –                   | –                   | –                   | –                   | –                   | 6                   | 2                   | –                   | 9          | [ 90 ] [ 91 ]   |
| 44  | Portugalia          | –                   | –                   | 5                   | –                   | –                   | –                   | –                   | –                   | –                   | –                   | 5          | [ 92 ] [ 93 ]   |
| 45  | RFN                 | 5                   | 9                   | 8                   | 23                  | 4                   | 8                   | 5                   | 17                  | 7                   | 5                   | 90         | [ 94 ] [ 95 ]   |
| 46  | Rumunia             | –                   | 4                   | 5                   | –                   | –                   | –                   | –                   | 1                   | 1                   | –                   | 11         | [ 96 ] [ 97 ]   |
| 47  | San Marino          | –                   | 1                   | –                   | –                   | –                   | –                   | –                   | 4                   | –                   | –                   | 5          | [ 98 ] [ 99 ]   |
| 48  | Stany Zjednoczone   | 5                   | 11                  | 9                   | 22                  | 4                   | 16                  | 17                  | 17                  | 10                  | 6                   | 117        | [ 100 ] [ 101 ] |
| 49  | Szwajcaria          | –                   | 11                  | 10                  | 22                  | 4                   | 2                   | –                   | 17                  | –                   | 4                   | 70         | [ 102 ] [ 103 ] |
| 50  | Szwecja             | 4                   | 12                  | 2                   | 22                  | –                   | 2                   | 7                   | 12                  | 2                   | 4                   | 67         | [ 104 ] [ 105 ] |
| 51  | Chińskie Tajpej     | –                   | –                   | 5                   | –                   | –                   | 2                   | –                   | 5                   | 2                   | –                   | 13         | [ 106 ] [ 107 ] |
| 52  | Turcja              | –                   | 4                   | –                   | –                   | –                   | –                   | –                   | 4                   | –                   | –                   | 8          | [ 108 ] [ 109 ] |
| 53  | Węgry               | 1                   | 1                   | –                   | –                   | –                   | 3                   | –                   | –                   | –                   | –                   | 5          | [ 110 ] [ 111 ] |
| 54  | Wielka Brytania     | 4                   | 8                   | 8                   | –                   | –                   | 9                   | 2                   | 12                  | 4                   | 1                   | 48         | [ 112 ] [ 113 ] |
| 55  | Włochy              | 6                   | 14                  | 9                   | –                   | –                   | 4                   | 3                   | 11                  | 9                   | 2                   | 58         | [ 114 ] [ 115 ] |
| 56  | Wyspy Dziewicze     | –                   | –                   | 4                   | –                   | –                   | –                   | –                   | 1                   | 1                   | –                   | 6          | [ 116 ] [ 117 ] |
| 57  | ZSRR                | 5                   | 12                  | 10                  | 21                  | 4                   | 17                  | 17                  | 3                   | 10                  | 2                   | 101        | [ 118 ] [ 119 ] |

## Najlepsi zawodnicy poszczególnych reprezentacji

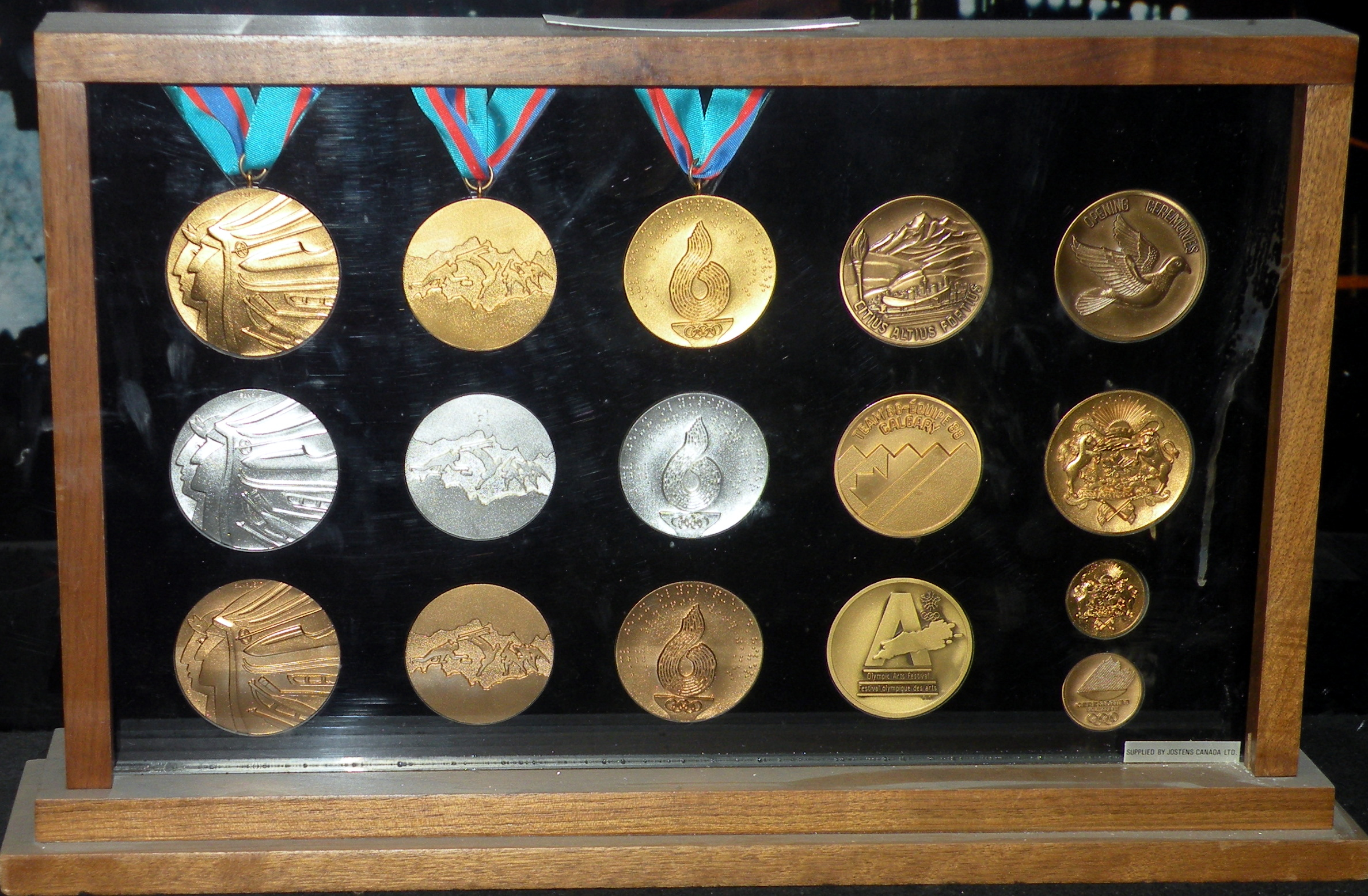
Medale zimowych igrzysk olimpijskich w Calgary

Na igrzyskach w Calgary medalistami zostali sportowcy z 17 państw, z których reprezentanci 11 państw zdobyli przynajmniej jeden złoty medal olimpijski. Zwycięzcą klasyfikacji medalowej, z jedenastoma złotymi, dziewięcioma srebrnymi i dziewięcioma brązowymi medalami, została reprezentacja ZSRR. Reprezentacja Związku Radzieckiego ustanowiła nowy rekord pod względem liczby zdobytych medali podczas jednej edycji zimowych igrzysk olimpijskich, uzyskując ich łącznie 29. Drugie miejsce w tabeli medalowej zajęła reprezentacja NRD (25 medali – 9 złotych, 10 srebrnych i 6 brązowych), a trzecie Szwajcarii (15 medali – po 5 każdego koloru). Najbardziej utytułowanymi zawodnikami igrzysk byli holenderska panczenistka Yvonne van Gennip i fiński skoczek narciarski Matti Nykänen. Oboje zdobyli w Calgary po trzy złote medale. Ogółem przynajmniej dwukrotnymi multimedalistami igrzysk zostało 41 sportowców, spośród których 27 zdobyło co najmniej jeden złoty medal.
W tabeli przedstawiono państwa uczestniczące w igrzyskach w Calgary wraz z liczbą zdobytych medali oraz nazwiskami sportowców, którzy dla danej reprezentacji uzyskali najlepszy rezultat. W przypadku państw, które zdobyły co najmniej jeden medal, był to sportowiec, który zdobył najwięcej medali olimpijskich. W pozostałych przypadkach wskazano sportowca, który zajął najwyższe miejsce spośród wszystkich startujących w danej reprezentacji.
| Lp. | Państwo             | Medale | Medale | Medale | Medale | Najlepszy sportowiec                                                   | Najlepszy sportowiec  | Najlepszy sportowiec | Źr.             |
| Lp. | Państwo             | Z      | S      | B      | Σ      | Imię i nazwisko                                                        | Dyscyplina            | Rezultat             | Źr.             |
| --- | ------------------- | ------ | ------ | ------ | ------ | ---------------------------------------------------------------------- | --------------------- | -------------------- | --------------- |
| 1   | Andora              | –      | –      | –      | –      | Sandra Grau                                                            | narciarstwo alpejskie | 23. (slalom)         | [ 6 ] [ 7 ]     |
| 2   | Antyle Holenderskie | –      | –      | –      | –      | Bart Carpentier Alting Bart Drechsel                                   | bobsleje              | 29. (dwójki)         | [ 8 ] [ 9 ]     |
| 3   | Argentyna           | –      | –      | –      | –      | Carolina Eiras                                                         | narciarstwo alpejskie | 20. (slalom)         | [ 10 ] [ 11 ]   |
| 4   | Australia           | –      | –      | –      | –      | Danny Kah                                                              | łyżwiarstwo szybkie   | 10. (5000 m)         | [ 12 ] [ 13 ]   |
| 5   | Austria             | 3      | 5      | 2      | 10     | Hubert Strolz                                                          | narciarstwo alpejskie |                      | [ 14 ] [ 15 ]   |
| 6   | Belgia              | –      | –      | –      | –      | Katrien Pauwels                                                        | łyżwiarstwo figurowe  | 17. (solistki)       | [ 16 ] [ 17 ]   |
| 7   | Boliwia             | –      | –      | –      | –      | Guillermo Ávila                                                        | narciarstwo alpejskie | 38. (slalom)         | [ 18 ] [ 19 ]   |
| 8   | Bułgaria            | –      | –      | –      | –      | Wasił Bożiłow Władimir Weliczkow Krasimir Widenow Christo Wodeniczarow | biathlon              | 8. (sztafeta)        | [ 20 ] [ 21 ]   |
| 9   | Chile               | –      | –      | –      | –      | Juan Pablo Santiagos                                                   | narciarstwo alpejskie | 23. (kombinacja)     | [ 22 ] [ 23 ]   |
| 10  | ChRL                | –      | –      | –      | –      | Mei Zhibin Li Wei                                                      | łyżwiarstwo figurowe  | 14. (pary sportowe)  | [ 24 ] [ 25 ]   |
| 11  | Cypr                | –      | –      | –      | –      | Karolina Fotiadu                                                       | narciarstwo alpejskie | 26. (slalom)         | [ 26 ] [ 27 ]   |
| 12  | Czechosłowacja      | –      | 1      | 2      | 3      | Pavel Ploc                                                             | skoki narciarskie     | (normalna skocznia)  | [ 28 ] [ 29 ]   |
| 13  | Dania               | –      | –      | –      | –      | Lars Dresler                                                           | łyżwiarstwo figurowe  | 14. (soliści)        | [ 30 ] [ 31 ]   |
| 14  | Fidżi               | –      | –      | –      | –      | Rusiate Rogoyawa                                                       | biegi narciarskie     | 83. (15 km)          | [ 32 ] [ 33 ]   |
| 15  | Filipiny            | –      | –      | –      | –      | Raymund Ocampo                                                         | saneczkarstwo         | 35. (jedynki)        | [ 34 ] [ 35 ]   |
| 16  | Finlandia           | 4      | 1      | 2      | 7      | Matti Nykänen                                                          | skoki narciarskie     |                      | [ 36 ] [ 37 ]   |
| 17  | Francja             | 1      | –      | 1      | 2      | Franck Piccard                                                         | narciarstwo alpejskie |                      | [ 38 ] [ 39 ]   |
| 18  | Grecja              | –      | –      | –      | –      | Tomai Lefusi                                                           | narciarstwo alpejskie | 25. (slalom)         | [ 40 ] [ 41 ]   |
| 18  | Grecja              | –      | –      | –      | –      | Janis Stamatiu                                                         | narciarstwo alpejskie | 25. (kombinacja)     | [ 40 ] [ 41 ]   |
| 19  | Guam                | –      | –      | –      | –      | Judd Bankert                                                           | biathlon              | 71. (10 km)          | [ 42 ] [ 43 ]   |
| 20  | Gwatemala           | –      | –      | –      | –      | Fiamma Smith                                                           | narciarstwo alpejskie | 27. (slalom)         | [ 44 ] [ 45 ]   |
| 21  | Hiszpania           | –      | –      | –      | –      | Blanca Fernández Ochoa                                                 | narciarstwo alpejskie | 5. (slalom)          | [ 46 ] [ 47 ]   |
| 22  | Holandia            | 3      | 2      | 2      | 7      | Yvonne van Gennip                                                      | łyżwiarstwo szybkie   |                      | [ 48 ] [ 49 ]   |
| 23  | Indie               | –      | –      | –      | –      | Shailaja Kumar                                                         | narciarstwo alpejskie | 28. (slalom)         | [ 50 ] [ 51 ]   |
| 24  | Islandia            | –      | –      | –      | –      | Daníel Hilmarsson                                                      | narciarstwo alpejskie | 24. (slalom)         | [ 52 ] [ 53 ]   |
| 25  | Jamajka             | –      | –      | –      | –      | Dudley Stokes Michael White                                            | bobsleje              | 30. (dwójki)         | [ 54 ] [ 55 ]   |
| 26  | Japonia             | –      | –      | 1      | 1      | Akira Kuroiwa                                                          | łyżwiarstwo szybkie   | (500 m)              | [ 56 ] [ 57 ]   |
| 27  | Jugosławia          | –      | 2      | 1      | 3      | Matjaž Debelak                                                         | skoki narciarskie     |                      | [ 58 ] [ 59 ]   |
| 28  | Kanada              | –      | 2      | 3      | 5      | Elizabeth Manley                                                       | łyżwiarstwo figurowe  | (solistki)           | [ 60 ] [ 61 ]   |
| 28  | Kanada              | –      | 2      | 3      | 5      | Brian Orser                                                            | łyżwiarstwo figurowe  | (soliści)            | [ 60 ] [ 61 ]   |
| 29  | Korea Południowa    | –      | –      | –      | –      | Bae Ki-tae                                                             | łyżwiarstwo szybkie   | 5. (500 m)           | [ 62 ] [ 63 ]   |
| 30  | Korea Północna      | –      | –      | –      | –      | Han Chun-ok                                                            | łyżwiarstwo szybkie   | 9. (5000 m)          | [ 64 ] [ 65 ]   |
| 30  | Korea Północna      | –      | –      | –      | –      | Song Hwa-son                                                           | łyżwiarstwo szybkie   | 9. (1500 m)          | [ 64 ] [ 65 ]   |
| 31  | Kostaryka           | –      | –      | –      | –      | Julián Muñoz                                                           | narciarstwo alpejskie | 51. (slalom)         | [ 66 ] [ 67 ]   |
| 32  | Liban               | –      | –      | –      | –      | Elias Majdalani                                                        | narciarstwo alpejskie | 32. (supergigant)    | [ 68 ] [ 69 ]   |
| 33  | Liechtenstein       | –      | –      | 1      | 1      | Paul Frommelt                                                          | narciarstwo alpejskie | (slalom)             | [ 70 ] [ 71 ]   |
| 34  | Luksemburg          | –      | –      | –      | –      | Marc Girardelli                                                        | narciarstwo alpejskie | 9. (zjazd)           | [ 72 ] [ 73 ]   |
| 35  | Maroko              | –      | –      | –      | –      | Ahmad Ouachit                                                          | narciarstwo alpejskie | 41. (slalom)         | [ 74 ] [ 75 ]   |
| 36  | Meksyk              | –      | –      | –      | –      | Riccardo Olavarrieta                                                   | łyżwiarstwo figurowe  | 27. (soliści)        | [ 76 ] [ 77 ]   |
| 37  | Monako              | –      | –      | –      | –      | Gilbert Bessi Albert Grimaldi                                          | bobsleje              | 25. (dwójki)         | [ 78 ] [ 79 ]   |
| 38  | Mongolia            | –      | –      | –      | –      | Dawaagijn Enchee                                                       | biegi narciarskie     | 48. (10 km)          | [ 80 ] [ 81 ]   |
| 39  | Norwegia            | –      | 3      | 2      | 5      | Erik Johnsen                                                           | skoki narciarskie     |                      | [ 82 ] [ 83 ]   |
| 40  | Nowa Zelandia       | –      | –      | –      | –      | Simon Wi Rutene                                                        | narciarstwo alpejskie | 17. (slalom)         | [ 84 ] [ 85 ]   |
| 41  | NRD                 | 9      | 10     | 6      | 25     | Frank-Peter Roetsch                                                    | biathlon              |                      | [ 86 ] [ 87 ]   |
| 42  | Polska              | –      | –      | –      | –      | Erwina Ryś-Ferens                                                      | łyżwiarstwo szybkie   | 5. (3000 m)          | [ 88 ] [ 89 ]   |
| 42  | Polska              | –      | –      | –      | –      | Grzegorz Filipowski                                                    | łyżwiarstwo figurowe  | 5. (soliści)         | [ 88 ] [ 89 ]   |
| 43  | Portoryko           | –      | –      | –      | –      | Raúl Muñiz                                                             | saneczkarstwo         | 31. (jedynki)        | [ 90 ] [ 91 ]   |
| 44  | Portugalia          | –      | –      | –      | –      | António Reis João Poupada João Pires Rogério Bernardes                 | bobsleje              | 25. (czwórki)        | [ 92 ] [ 93 ]   |
| 45  | RFN                 | 2      | 4      | 2      | 8      | Marina Kiehl                                                           | narciarstwo alpejskie | (zjazd)              | [ 94 ] [ 95 ]   |
| 45  | RFN                 | 2      | 4      | 2      | 8      | Thomas Müller Hans-Peter Pohl Hubert Schwarz                           | kombinacja norweska   | (drużynowo)          | [ 94 ] [ 95 ]   |
| 46  | Rumunia             | –      | –      | –      | –      | Ileana Hangan Mihaela Cârstoi Adina Ţuţulan Rodica Drăguş              | biegi narciarskie     | 12. (sztafeta)       | [ 96 ] [ 97 ]   |
| 47  | San Marino          | –      | –      | –      | –      | Francesco Cardelli                                                     | narciarstwo alpejskie | 44. (slalom)         | [ 98 ] [ 99 ]   |
| 48  | Stany Zjednoczone   | 2      | 1      | 3      | 6      | Bonnie Blair                                                           | łyżwiarstwo szybkie   |                      | [ 100 ] [ 101 ] |
| 49  | Szwajcaria          | 5      | 5      | 5      | 15     | Vreni Schneider                                                        | narciarstwo alpejskie |                      | [ 102 ] [ 103 ] |
| 50  | Szwecja             | 4      | –      | 2      | 6      | Tomas Gustafson                                                        | łyżwiarstwo szybkie   |                      | [ 104 ] [ 105 ] |
| 50  | Szwecja             | 4      | –      | 2      | 6      | Gunde Svan                                                             | biegi narciarskie     |                      | [ 104 ] [ 105 ] |
| 51  | Chińskie Tajpej     | –      | –      | –      | –      | Chen Chin-san Lee Chen-tan                                             | bobsleje              | 15. (dwójki)         | [ 106 ] [ 107 ] |
| 52  | Turcja              | –      | –      | –      | –      | Yakup Kadri Birinci                                                    | narciarstwo alpejskie | 31. (slalom)         | [ 108 ] [ 109 ] |
| 53  | Węgry               | –      | –      | –      | –      | Klára Engi Attila Tóth                                                 | łyżwiarstwo figurowe  | 7. (pary taneczne)   | [ 110 ] [ 111 ] |
| 54  | Wielka Brytania     | –      | –      | –      | –      | Martin Bell                                                            | narciarstwo alpejskie | 8. (zjazd)           | [ 112 ] [ 113 ] |
| 55  | Włochy              | 2      | 1      | 2      | 5      | Alberto Tomba                                                          | narciarstwo alpejskie |                      | [ 114 ] [ 115 ] |
| 56  | Wyspy Dziewicze     | –      | –      | –      | –      | Anne Abernathy                                                         | saneczkarstwo         | 16. (jedynki)        | [ 116 ] [ 117 ] |
| 57  | ZSRR                | 11     | 9      | 9      | 29     | Tamara Tichonowa                                                       | biegi narciarskie     |                      | [ 118 ] [ 119 ] |